# 123 Brunhild
123 Brunhild är en asteroid som upptäcktes 31 juli 1872 av astronomen Christian Heinrich Friedrich Peters i Clinton, New York. Asteroiden har fått sitt namn efter Brynhild inom nordisk mytologi.
Studier av ljuskurvor ger att asteroiden har en oregelbunden form och/eller stora fläckar med avvikande albedo.